# Vanara
Vanara, em sânscrito quer dizer habitante da floresta (vana = floresta, nara = criatura), no épico Ramayana os vanaras formam uma raça de símios humanóides que se tornam aliados de Rama para o resgate de Sita e destruição de Ravana.
Na verdade, todos os vanaras eram encarnações de deuses como Xiva, Vayu, Indra, Surya e outros, que vieram à Terra para auxiliar nos passatempos de Rama, uma das mais importantes encarnações de Vixnu.